# Bośnia i Hercegowina na Letnich Igrzyskach Olimpijskich 1996
Bośnię i Hercegowinę na Letnich Igrzyskach Olimpijskich 1996 reprezentowało 9 zawodników.

## Wyniki zawodników

### Judo

#### Mężczyźni
| Zawodnik        | Konkurencja   | 1/32 finału                      | 1/16 finału      | 1/8 finału       | Ćwierćfinały     | Półfinały        | Repasaże o brązowy medal | Repasaże o brązowy medal | Repasaże o brązowy medal | Repasaże o brązowy medal | Finał            | Pozycja | Źródło |
| Zawodnik        | Konkurencja   | 1/32 finału                      | 1/16 finału      | 1/8 finału       | Ćwierćfinały     | Półfinały        | Runda 1.                 | Runda 2.                 | Runda 3.                 | O brąz                   | Finał            | Pozycja | Źródło |
| Zawodnik        | Konkurencja   | Przeciwnik Wynik                 | Przeciwnik Wynik | Przeciwnik Wynik | Przeciwnik Wynik | Przeciwnik Wynik | Przeciwnik Wynik         | Przeciwnik Wynik         | Przeciwnik Wynik         | Przeciwnik Wynik         | Przeciwnik Wynik | Pozycja | Źródło |
| --------------- | ------------- | -------------------------------- | ---------------- | ---------------- | ---------------- | ---------------- | ------------------------ | ------------------------ | ------------------------ | ------------------------ | ---------------- | ------- | ------ |
| Davor Vlaškovac | Waga do 71 kg | A. Golban Porażka – ippon (3:27) | NQ               | NQ               | NQ               | NQ               | NQ                       | NQ                       | NQ                       | NQ                       | NQ               | 33-35.  | [ 1 ]  |

### Kajakarstwo

#### Mężczyźni
| Zawodnik        | Konkurencja | Czas   | Czas   | Pozycja | Źródło |
| Zawodnik        | Konkurencja | 1      | 2      | Pozycja | Źródło |
| --------------- | ----------- | ------ | ------ | ------- | ------ |
| Samir Karabašić | K-1         | 248.01 | 196.85 | 41.     | [ 2 ]  |

### Lekkoatletyka

#### Konkurencje biegowe

##### Kobiety
| Zawodnik   | Konkurencja   | Czas  | Pozycja | Źródło |
| ---------- | ------------- | ----- | ------- | ------ |
| Kada Delić | Chód na 10 km | 48:47 | 38.     | [ 3 ]  |

##### Mężczyźni
| Zawodnik    | Konkurencja | Czas    | Pozycja | Źródło |
| ----------- | ----------- | ------- | ------- | ------ |
| Islam Ðugum | Maraton     | 2:47:38 | 107.    | [ 4 ]  |

### Pływanie

#### Kobiety
| Zawodnik      | Konkurencja              | Eliminacje | Eliminacje | Finał B | Finał B | Finał A | Finał A | Pozycja | Źródło |
| Zawodnik      | Konkurencja              | Czas       | Pozycja    | Czas    | Pozycja | Czas    | Pozycja | Pozycja | Źródło |
| ------------- | ------------------------ | ---------- | ---------- | ------- | ------- | ------- | ------- | ------- | ------ |
| Dijana Kvesić | 200 m stylem grzbietowym | 2:23.78    | 3.         | NQ      | NQ      | NQ      | NQ      | 32.     | [ 5 ]  |

#### Mężczyźni
| Zawodnik       | Konkurencja             | Eliminacje | Eliminacje | Finał B | Finał B | Finał A | Finał A | Pozycja | Źródło |
| Zawodnik       | Konkurencja             | Czas       | Pozycja    | Czas    | Pozycja | Czas    | Pozycja | Pozycja | Źródło |
| -------------- | ----------------------- | ---------- | ---------- | ------- | ------- | ------- | ------- | ------- | ------ |
| Janko Gojković | 100 m stylem dowolnym   | 51.28      | 2.         | NQ      | NQ      | NQ      | NQ      | 36.     | [ 6 ]  |
| Janko Gojković | 100 m stylem motylkowym | 56.11      | 3.         | NQ      | NQ      | NQ      | NQ      | 41.     | [ 6 ]  |

### Strzelectwo

#### Mężczyźni
| Zawodnik       | Konkurencja                          | Eliminacje | Eliminacje | Finał | Suma     | Pozycja | Źródło |
| Zawodnik       | Konkurencja                          | Wynik      | Pozycja    | Wynik | Suma     | Pozycja | Źródło |
| -------------- | ------------------------------------ | ---------- | ---------- | ----- | -------- | ------- | ------ |
| Nedžad Fazlija | Karabin pneumatyczny 10 m            | 586 pkt    | 25.        | NQ    | 586 pkt  | 25.     | [ 7 ]  |
| Nedžad Fazlija | Karabin małokalibrowy 3 postawy 50 m | 1163 pkt   | 18.        | NQ    | 1163 pkt | 18.     | [ 8 ]  |
| Nedžad Fazlija | Karabin małokalibrowy leżąc 50 m     | 583 pkt    | 51.        | NQ    | 583 pkt  | 51.     | [ 9 ]  |

### Tenis stołowy

#### Mężczyźni
| Zawodnik     | Konkurencja | Faza grupowa                                             | Faza grupowa | Faza grupowa | 1/8 finału       | Ćwierćfinały     | Półfinały        | O brąz           | Finał            | Pozycja | Źródło |
| Zawodnik     | Konkurencja | Przeciwnicy Wyniki                                       | Bilans setów | Pozycja      | Przeciwnik Wynik | Przeciwnik Wynik | Przeciwnik Wynik | Przeciwnik Wynik | Przeciwnik Wynik | Pozycja | Źródło |
| ------------ | ----------- | -------------------------------------------------------- | ------------ | ------------ | ---------------- | ---------------- | ---------------- | ---------------- | ---------------- | ------- | ------ |
| Tarik Hodžić | Singiel     | D. Mazunow – P 0-2 P. Karlsson – P 0-2 J. Butler – P 0-2 | 0-3          | 4.           | NQ               | NQ               | NQ               | NQ               | NQ               | 49-64.  | [ 10 ] |

### Zapasy

#### Mężczyźni

##### Styl wolny
| Zawodnik           | Konkurencja   | 1/16 finału       | 1/8 finału       | Ćwierćfinały     | Półfinały        | Turniej o brąz   | Turniej o brąz     | Turniej o brąz   | Turniej o brąz   | Turniej o brąz   | Turniej o brąz   | Finał            | Pozycja | Źródło |
| Zawodnik           | Konkurencja   | 1/16 finału       | 1/8 finału       | Ćwierćfinały     | Półfinały        | Runda 2.         | Runda 3.           | Runda 4.         | Runda 5.         | Runda 6.         | O brąz           | Finał            | Pozycja | Źródło |
| Zawodnik           | Konkurencja   | Przeciwnik Wynik  | Przeciwnik Wynik | Przeciwnik Wynik | Przeciwnik Wynik | Przeciwnik Wynik | Przeciwnik Wynik   | Przeciwnik Wynik | Przeciwnik Wynik | Przeciwnik Wynik | Przeciwnik Wynik | Przeciwnik Wynik | Pozycja | Źródło |
| ------------------ | ------------- | ----------------- | ---------------- | ---------------- | ---------------- | ---------------- | ------------------ | ---------------- | ---------------- | ---------------- | ---------------- | ---------------- | ------- | ------ |
| Fahr-ud-Din Hodžić | Waga do 90 kg | W. Ołejnyk P 0-12 | NQ               | NQ               | NQ               | C. Cox W 5-2     | D. Waldroup P 0-12 | NQ               | NQ               | NQ               | NQ               | NQ               | 49-64.  | [ 11 ] |